# Spöktrappan
Spöktrappan (tysk. Geistertreppe) är ett sällskapsspel för barn, utgivet på tyska 2003 av Drei Magier Spiele, och på svenska 2006 av Enigma. Spelet är skapat av Michelle Schanen, med design av Rolf Vogt.

## Utmärkelser
Spelet har vunnit flera utmärkelser, bland annat det prestigefylld Kinderspiel des Jahres i Tyskland.
- 2006: Årets Barnespill (Norge)
- 2006: Guldtärningen, Årets Spel (Sverige), bästa barnspel
- 2005: Vuoden Lastenpeli (Finland), bästa barnspel
- 2004: Japan Boardgame Prize, bästa barnspel
- 2004: Kinderspiel des Jahres